# Principi universal
El principi universal un dels principis que regeix l'extraterritorialitat del Dret penal espanyol.
Segons aquest principi, el Dret penal espanyol és extensible a determinats delictes lesius d'interessos comuns a tot estat quan són comesos fora de l'Estat espanyol. Els delictes en qüestió s'enumeren a l'article 23.4 LOPJ, i comprenen, entre d'altres:
- Genocidi
- Terrorisme
- Segrest d'aeronaus
- Falsificació de moneda estrangera
- Etc.